# Zhonggang
Le fleuve Zhonggang (chinois traditionnel : 中港溪 ; pinyin : Zhōng gǎng xī) est un cours d'eau du nord-ouest de l'île de Taïwan, en Asie de l'Est.

## Géographie
Le fleuve Zhonggang est un cours d'eau de Taïwan qui prend sa source au mont Luchang (zh) (2 618 m), et au mont Jiali (zh) (2 220 m),. Il s'étend sur un bassin versant d'une superficie de 446 km2 dans le Nord-Ouest du comté de Miaoli. Son cours principal, long de 54 km, se termine au sud de Zhunan, où les eaux du fleuve se mêlent à celles du détroit de Taïwan,.

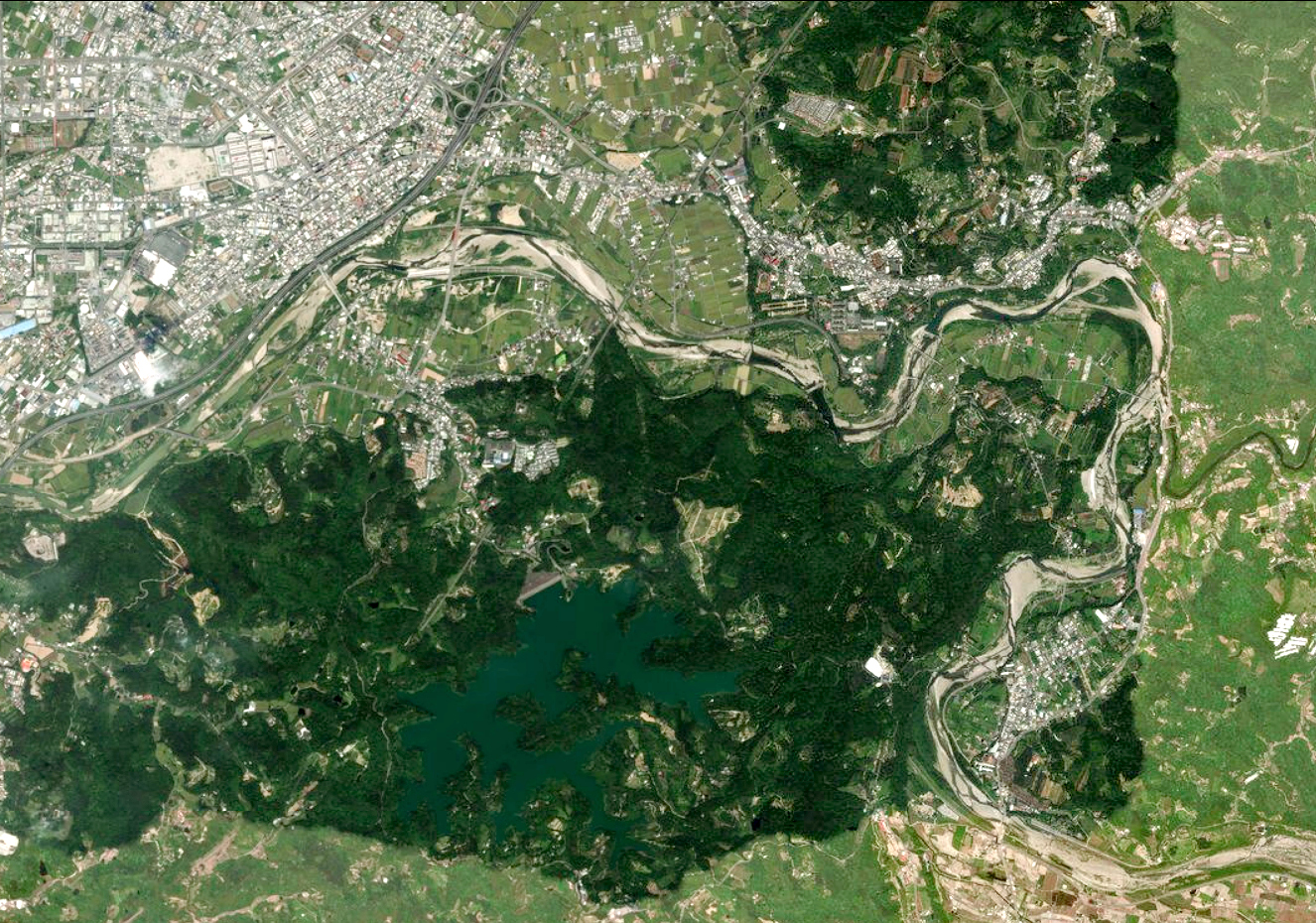
Le fleuve Zhonggang traversant Toufen d'est en ouest, puis, s'infléchissant vers le sud, Sanwan.
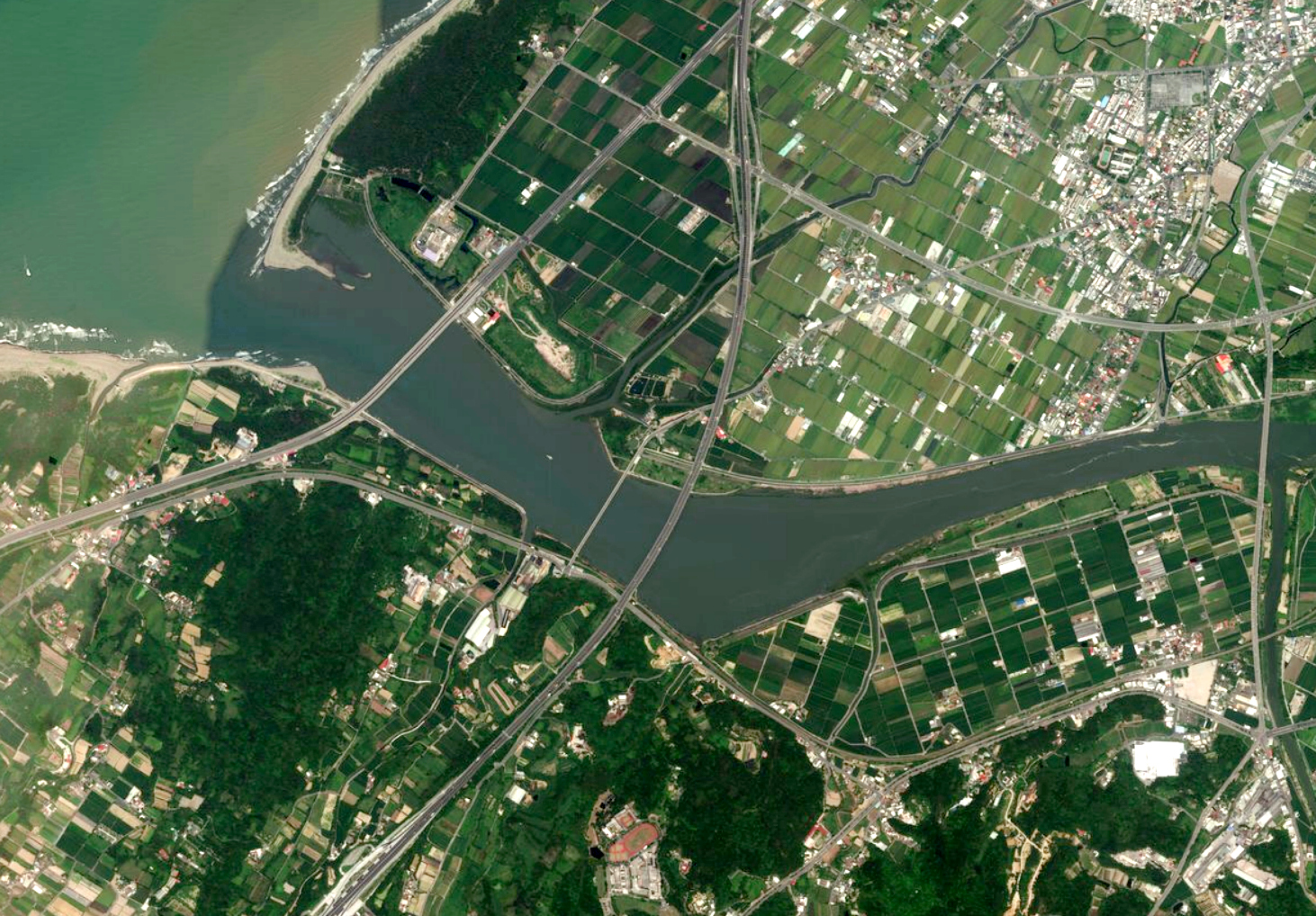
L'embouchure du fleuve Zhonggang dans le Sud-Ouest de Zhunan.